# 隋煬帝艷史
《隋煬帝艷史》，又名《風流天子传》，全称《新佛金像通俗演义隋场帝艳史》。明代齊東野人編著，凡八卷四十回。

## 簡介
故事內容主要寫隋煬帝的各種奢靡生活，也提到楊廣鍾情於庶母宣華夫人的一面，宣華於隋文帝死后入炀帝后宫。宣华死后，楊廣是“终日只是痴痴迷迷，愁眉泪眼”。作者大量參考唐宋的筆記小說，虽然采撷了《大業雜記》、《隋遺錄》、《海山記》、《開河記》、《迷樓記》諸書，又写他开凿运河、劳民伤财、四处征伐、穷兵黩武，但絕不是拼凑，故事的再創造性很高。《凡例》又云：“今《艷史》一書，雖云小說，然引用故實，悉遵正史，並不巧借一事，妄增一語，以滋世人之惑。”

## 影響
清朝褚人獲根據《隋煬帝艷史》、《隋史遺文》等書和民間傳說改編而成《隋唐演義》。鄭振鐸評價其很高，“褚人獲的《隋唐演義》，前半部便全竊之於《艷史》，《紅樓夢》的描寫、結構，也顯然有《艷史》的啟示，確是一部盛水不漏的大著作”。並認为是《红楼梦》之前人情小说中成就最高的一部作品。

## 外部連結
- 馬孟晶：〈《隋煬帝豔史》的圖飾評點與晚明出版文化〉[]